# Angelo Vanzin
Angelo Vanzin (Lierna, 8 febbraio 1932 – Lierna, 22 maggio 2018) è stato un canottiere italiano.

## Biografia
Appartenente al G.S. Moto Guzzi di Mandello del Lario comincia a gareggiare come canottiere nel 1951 e diventerà diverse volte campione italiano col quattro senza, col quattro con e coll'otto.
Nel 1956 agli Europei di Bled viene presentato un nuovo equipaggio, sempre formato da canottieri del G.S. Moto Guzzi: estremi sono Franco Trincavelli e Romano Sgheiz, al centro Alberto Winkler e Angelo Vanzin, il timoniere è Ivo Stefanoni. Vincono il bronzo.
Il 27 novembre 1956 ai Giochi Olimpici di Melbourne lo stesso equipaggio conquista l'oro olimpico, davanti a Svezia e Finlandia.
Nel 1957 a Duisburg vince i campionati europei coll'otto.